# Takeshi Matsuzaka
Takeshi Matsuzaka –en japonés, 松阪 猛, Matsuzaka Takeshi– (20 de diciembre de 1939 – 22 de octubre de 2014) fue un deportista japonés que compitió en judo. Ganó una medalla de bronce en el Campeonato Mundial de Judo de 1967 en la categoría de +93 kg.

## Palmarés internacional
| Campeonato Mundial | Campeonato Mundial              | Campeonato Mundial | Campeonato Mundial |
| Año                | Lugar                           | Medalla            | Categoría          |
| ------------------ | ------------------------------- | ------------------ | ------------------ |
| 1967               | Salt Lake City (Estados Unidos) | Medalla de bronce  | +93 kg             |